# Liste der Baudenkmale in Waikouati
Die Liste der Baudenkmale in Waikouati umfasst alle vom New Zealand Historic Places Trust (NZHPT) als „Historic Place“ oder „Historic Area“ eingestuften Baudenkmale und Flächendenkmale der neuseeländischen Ortschaft Waikouaiti. Die Angaben stammen aus dem Register des NZHPT. Die Bezeichnungen der Baudenkmale orientieren sich an diesem Register. In die Liste werden auch bekannte Wahi Tapu (Area), kulturell und religiös bedeutsame Stätten und Gebiete der Māori, aufgenommen. Sie werden jedoch meist nicht publiziert.

| Bild                            | Bezeichnung                     | Ort        | Anschrift                                   | Beschreibung                                                                              | Bauzeit       | Eintrag           | Nummer | Kat. |
| ------------------------------- | ------------------------------- | ---------- | ------------------------------------------- | ----------------------------------------------------------------------------------------- | ------------- | ----------------- | ------ | ---- |
| BW                              | St John the Evangelist          | Waikouati  | 94 Beach Street Karte                       | Kirche, anglikanische                                                                     | 1858          | 26. November 1881 | 0334   | 1    |
| weitere Bilder                  | Matanaka Farm                   | Waikouaiti | 51 Matanaka Road Karte                      | älteste Farm in Otago, umfasst möglicherweise einige der ältesten Farmgebäude Neuseelands | 1840 (ab)     | 11. Dezember 2009 | 7787   | 1    |
| Bank of New Zealand Building    | Bank of New Zealand Building    | Waikouaiti | Ecke Kildare Street / Main North Road Karte | Filiale der Bank of New Zealand                                                           | 1870 (ca.)    | 27. Juni 1997     | 7390   | 2    |
| Post Office Waikouaiti (Former) | Post Office Waikouaiti (Former) | Waikouaiti | Main Road Karte                             | Postamt, ehemaliges                                                                       | 1907          | 2. Juli 1982      | 2358   | 2    |
| BW                              | Tumai                           | Waikouati  | Tumai Station Road, Tumai Karte (ungenau)   | Abfallhaufen (Køkkenmøddinger); NZ Archaeological Association Site J43/4                  | 14. – 15. Jh. | 11. März 1985     | 5701   | 2    |